# Építőmérnök
Az építőmérnök (FEOR-kódja 2116-00) felsőfokú képzettség önálló alkalmazását igénylő műszaki foglalkozás, amely az Ipari, építőipari mérnökök alcsoportjába tartozik. Szerkezeti vagy építéstechnológiai szempontból az építésznél bonyolultabb építményeket (pl. ipari épületeket, hidakat, alagutakat, vízműtárgyakat stb.) tervez, kivitelez, építési módszereket, anyagokat és minőségi szabványokat határoz meg, építési munkákat irányít, koordinál, fenntartási és javítási munkálatokat szervez.
Az építőmérnöki szakmát angol nyelvterületen „civil engineer”-nek nevezik. Az építőmérnökök alkotásait nap mint nap használjuk: épületek, utak, vasutak, hidak, alagutak, vízellátás és csatornák, építőanyagok, térképek, vízszabályozási rendszerek és ma már a környezettudatos mindennapi élet lehetőségei is ide tartoznak.
Az építőmérnökök felelőssége talán a legnagyobb a mérnöki tevékenységek közül, kisebb mérnöki hibák is emberéletet követelhetnek, leginkább befolyásolja a természetet, és gyakorlatilag minden építőmérnöki alkotás egyedi. Fontos a szerepük a természeti vagy ember által okozott katasztrófák elhárításában is.

## Feladatai

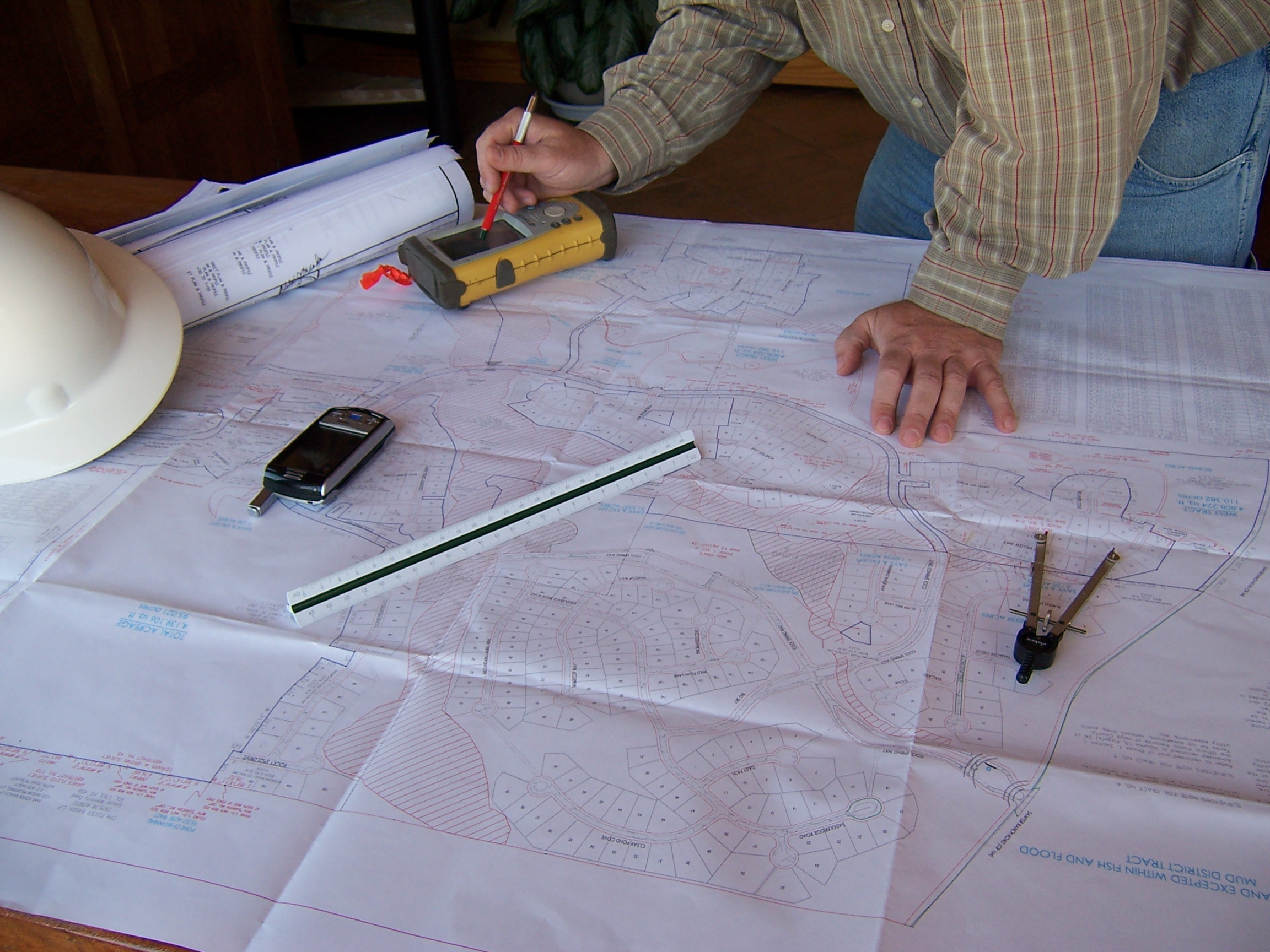
Bár a „helyszíni” munka is része az építőmérnökök feladatainak, a modern építőmérnöki munka nagy részét az irodákban végzik, tervekkel vagy számítógépekkel

Az építőmérnökök nemcsak az egyén ügyeivel foglalkoznak, hiszen egész társadalom problémáira találnak megoldást az általuk tervezett és készített épületekkel, műtárgyakkal. Nincs olyan területe a civilizált életnek, ahol hétköznapi emberként ne profitálnánk az építőmérnökök munkájából.
Amit az építőmérnöki munka ad a társadalomnak:
- Gátakkal és csatornákkal segítik az öntözést, ezáltal az embereket élelemmel ellátó mezőgazdaságot, egyúttal védik a lakott területeket az árvizektől.
- Utakat építenek, amelyek a legkisebb településeket is bekapcsolják a civilizációba, lehetőséget biztosítva ezzel az ott élő gyerekeknek az oktatás elérésére, a betegeknek az orvoshoz jutásra, vagy a termelőknek, hogy eladhassák a terményeiket.
- Hidakat építenek, amik segítenek abban, hogy gyorsabban és gazdaságosabban átjuthassunk a folyókon vagy árkokon, szurdokokon, valamint más utak fölött átívelő hidakat, amik egyszerűsítik a városi közlekedést.
- A vasúti sínekkel lehetővé teszik több ezer ember biztonságos közlekedését.
- Nekik köszönhető, hogy az épületek, amikben élünk, dolgozunk, vásárolunk, ügyet intézünk, megállnak, biztonságosak és ellátják a feladataikat, amikre az építészmérnökök tervezték őket.
- Munkáikkal segítik a térképek, adatbázisok létrejöttét.

## Története
Az építőmérnök olyan foglalkozás, amely az angol Építőmérnöki Társaság 1828-as alkotmánya szerint „a természet erőforrásait az emberiség kedvére és hasznára fordítja”. Munkája sokrétű, találkozhatunk különböző szakágakon végzett építőmérnökökkel.
Az építőmérnök fogalom a mérnöki tudományok szakosodása folyamán alakult ki. Kezdetben a mérnök kifejezés fedte le a mai értelemben vett építőmérnök tevékenységét, így az építőmérnök tekinthető az első mérnöki szakmának. A mérnök szó eredetileg a földmérőt jelölte, tehát a mai geodétát. Ezután jellemzően kialakult a tartószerkezettel és infrastruktúrával foglalkozó, ma is jellemző tevékenység (régen kultúrmérnök).
Magyarországon a Budapesti Műszaki Egyetem Építőmérnöki Kara tekint vissza a legnagyobb múltra, 1782-ben a világon elsőként a BME jogelődje, az Institutum Geometricum kezdte meg egyetemi keretek között a mérnökképzést (a tudományegyetem bölcsészeti karához kapcsolva). Ekkor alkalmazott matematikát, földmérést és vízépítést oktattak fő tárgyként, melléktárgyként pedig mezőgazdasági ismereteket és mechanikát. Már akkor nagy hangsúlyt fektettek a gyakorlati oktatásra és a Budapest környéki területekre jártak terepgyakorlatokra. Ez tulajdonképpen a mai építőmérnöki képzés akkori megfelelője. A többi mérnöki terület csak később került bele az oktatási programba, 1871-ben (akkor már a Királyi József Műegyetem nevű intézményben) egyetemes, mérnöki és gépészmérnöki szakosztály közül lehet választani, majd 1873-ban ezeken a kereteken belül megjelent a vegyész és építész képzés is (ez utóbbi az építőmérnöki képzésen belül). Azóta több néven (és egy időre kiválva a Műszaki Egyetemből) folytatódott az építőmérnök képzés, de azóta folyamatosan létezik.
A 20. század elején felvetődött, hogy az általános fogalmat jelölő mérnök szóhoz is valamilyen jelző kapcsolódjék, mely a szerkezet (épület, híd, aluljárók, tornyok) építésben és az út-, a vasút-, a vízépítésben való jártasságra utal. Végül a 20. század második felében a Budapesti Műszaki Egyetem (BME) átszervezése és az új tanrend oldotta meg a kérdést, a német Bauingenieur szónak a magyarra fordításával.
Közkérdés tárgya az építőmérnök és az építész közti különbség, gyakran összekeverik a kettőt, és sokszor még az ilyen irányú érdeklődéssel rendelkező középiskolások is csak abban definiálják a különbséget, hogy az építészmérnöki szakhoz kell rajz felvételi is. Valójában két egymáshoz sok esetben szorosan kötődő, de két önálló szakmáról van szó.
Az építészmérnök különböző rendeltetésű épületeket, épületszerkezeteket tervez, építéstechnológiákat dolgoz ki, illetve az épületek kivitelezésében vesz részt.
Az építőmérnök a szó hétköznapi értelmében vett épületekkel kapcsolatban statikai számításokat végez, foglalkozik az építőanyagokkal, azok fejlesztésével, minőség-ellenőrzésével is, a kivitelezés megtervezésével és a megvalósítással. Ezen felül tartószerkezetek, hidak, utak, sínek, víz- és csatornahálózat, gátak, alagutak tervezésével és kivitelezésével, valamint földméréssel, térképezéssel. A környezetvédelem és a katasztrófavédelem területein is fontos szerepe van az építőmérnöki képzettséggel rendelkező szakembereknek.

## Építőmérnök képzés Magyarországon 2018-ban

### Alapképzés
Jelenleg Magyarországon 6 intézményben lehet alapképzésben (BSc) építőmérnöki szakon tanulni.
Az alapfokozat megszerzéséhez egy idegen nyelvből államilag elismert, középfokú (B2), komplex típusú nyelvvizsga vagy azzal egyenértékű érettségi bizonyítvány vagy oklevél szükséges.
A szakmai gyakorlat kritérium követelmény már az alapképzésben is. A szakmai gyakorlat legalább hat hét időtartamú, melyet az egyetem által is egyeztetett módon, egy építési munkahelyen kell végezni.
Építőmérnök alapképzés a következő intézményekben elérhető:
- Budapesti Műszaki és Gazdaságtudományi Egyetem Építőmérnöki Kar
- Debreceni Egyetem Műszaki Kar
- Nemzeti Közszolgálati Egyetem Víztudományi Kar
- Pécsi Tudományegyetem Műszaki és Informatikai Kar
- Széchenyi István Egyetem Építész-, Építő- és Közlekedésmérnöki Kar
- Óbudai Egyetem Ybl Miklós Építéstudományi Kar

### Mesterképzés
Az építőmérnöki alapképzés több műszaki mesterképzési szakra is belépőt jelent.  Az alábbi három mesterképzési szak az „építőmérnökség” három nagy területére fókuszálva képez mérnököket:
Szerkezet-építőmérnöki képzés:
- Budapesti Műszaki és Gazdaságtudományi Egyetem Építőmérnöki Kar (keresztféléves képzésben is)
- Pécsi Tudományegyetem Műszaki és Informatikai Kar
- Széchenyi István Egyetem Építész-, Építő- és Közlekedésmérnöki Kar

Infrastruktúra-építőmérnöki képzés:
- Budapesti Műszaki és Gazdaságtudományi Egyetem Építőmérnöki Kar (keresztféléves képzésben is)
- Széchenyi István Egyetem Építész-, Építő- és Közlekedésmérnöki Kar

Földmérő- és térinformatikai mérnöki képzés:
- Budapesti Műszaki és Gazdaságtudományi Egyetem Építőmérnöki Kar (keresztféléves képzésben is)

Általános leírás a mesterképzés három szakterületének feladatairól:
Szerkezetépítő mérnök: Épített környezetünk elengedhetetlen részét képezik a tartószerkezetek, amelyek ezen képzés központjában állnak. Egy szerkezetépítő mérnök rengeteg építmény tervezésén, megvalósításán dolgozhat: sportcsarnok, völgyhíd, toronyház, folyóparti védmű. A tervezési, az erőtani- és az épületenergetikai méretezési eljárások területén a legújabb szoftverek használata hatalmas változást jelent az építőmérnöki tervezőmunkában, és nincs megállás, a fejlődés töretlen.
Infrastruktúra-építőmérnök: Az infrastruktúra-építőmérnöki mesterszakon olyan mérnökök képzése folyik, akik a közúti és a vasúti közlekedés legkorszerűbb pályáit tervezik meg, akik a vízi közlekedést elősegítő új típusú műtárgyakat építik, és a légikikötők korszerű kifutópályáit tesztelik, illetve alakítják. A mesterszakon tanulók egy csoportja a felszíni és a felszín alatti vizek megismerésére helyezi hangsúlyt, tudva azt, hogy a vízkészlettel való gondos gazdálkodás az emberiség jövője szempontjából kiemelt jelentőségű.
Földmérő és térinformatikai mérnök: Épített környezetünk létesítményeinek tervezése, kivitelezése, hatékony üzemeltetése és fejlesztése során elengedhetetlen a térképi adatbázisok, korszerű helymeghatározási módszerek, a térinformatikai technológiák és az intelligens közlekedési rendszerek magas színvonalú alkalmazása. A földmérő- és térinformatikai mérnöki mesterszakot végző mérnökök nem csak korszerű geodéziai és távérzékelési módszerekkel segíthetik a térbeli adatgyűjtést, de mélyreható felsőgeodéziai és műholdas helymeghatározási ismeretekkel is rendelkeznek.
Forrás:

## Az építőmérnöki szakma altudományai
- geoinformatika
- földmérés
- építőanyagok vizsgálata
- magasépítés
- fotogrammetria és térinformatika
- geotechnika
- hídépítés
- útépítés
- vasútépítés
- vízépítés és vízgazdálkodás
- víziközművek
- mérnöki környezetvédelem
- épületszerkezet-tervezés
- tartószerkezeti tervezés
- mélyépítés

## Érdekességek az építőmérnöki szakmából
- A világ legmagasabb felhőkarcolója: a Burj Khalifa Dubaiban 828 méter magas
- A világ leghosszabb támaszközű hídja: Akashi Kaikyō Híd Japánban
- A világ leghosszabb utcája a torontói Yonge utca, 86 km hosszú.
- A 20. század egyik legnagyobb építőmérnöki projektje a „Csalagút” (Csatorna-alagút) megépítése volt. A Csalagút összeköti Angliát és az Európai kontinenst a La Manche csatorna alatt. 1994-ben fejezték be, a világ 3. leghosszabb alagútja (de a tenger alatti része ennek a leghosszabb), a modern világ 7 csodájának egyike.
- A világ leghosszabb alagutja a Gotthárd-bázisalagút a svájci Alpokban 17 évi építkezés után 2016. június 1-én nyitották meg. Teljes hossza 57 km, amivel a világ leghosszabb vasúti alagútja lett.